# Serviço de trabalho obrigatório
O Serviço de trabalho obrigatório (em francês, Service du travail obligatoire - STO) consistiu na requisição e transferência compulsória para a Alemanha nazi, de centenas de milhares de trabalhadores franceses para ajudarem ao esforço de guerra alemão nomeadamente em fábricas, na agricultura e nos caminhos de ferro.
Com a cumplicidade ativa do governo de Vichy (os trabalhadores franceses foram os únicos da Europa a ser requisitados por leis do seu próprio estado, e não por uma ordem dos ocupantes alemães), a Alemanha nazi impõe o STO para compensar a falta de mão de obra devido ao envio dos seus soldados para a frente de combate. 
Fritz Sauckel, apelidado de "negreiro da Europa", foi encarregado de recrutar mão de obra em toda o continente, por todos os meios, e interessou-se particularmente pela França.
Um total de 600 000 a 650 000 trabalhadores franceses foram enviados à Alemanha, entre junho de 1942 e julho de 1944. A França foi o terceiro fornecedor de mão de obra forçada para o Reich, após a URSS e a Polônia, e foi responsável também pelo envio do maior contingente de trabalhadores qualificados.